# おはようエクスプレス・おやすみエクスプレス
おはようエクスプレスおよびおやすみエクスプレスは、西日本旅客鉄道（JR西日本）が北陸本線の敦賀駅 - 金沢駅間で運行していた特別急行列車である。
かつて「おはようエクスプレス」は金沢駅以東や七尾線でも運転されていた。

## 概要

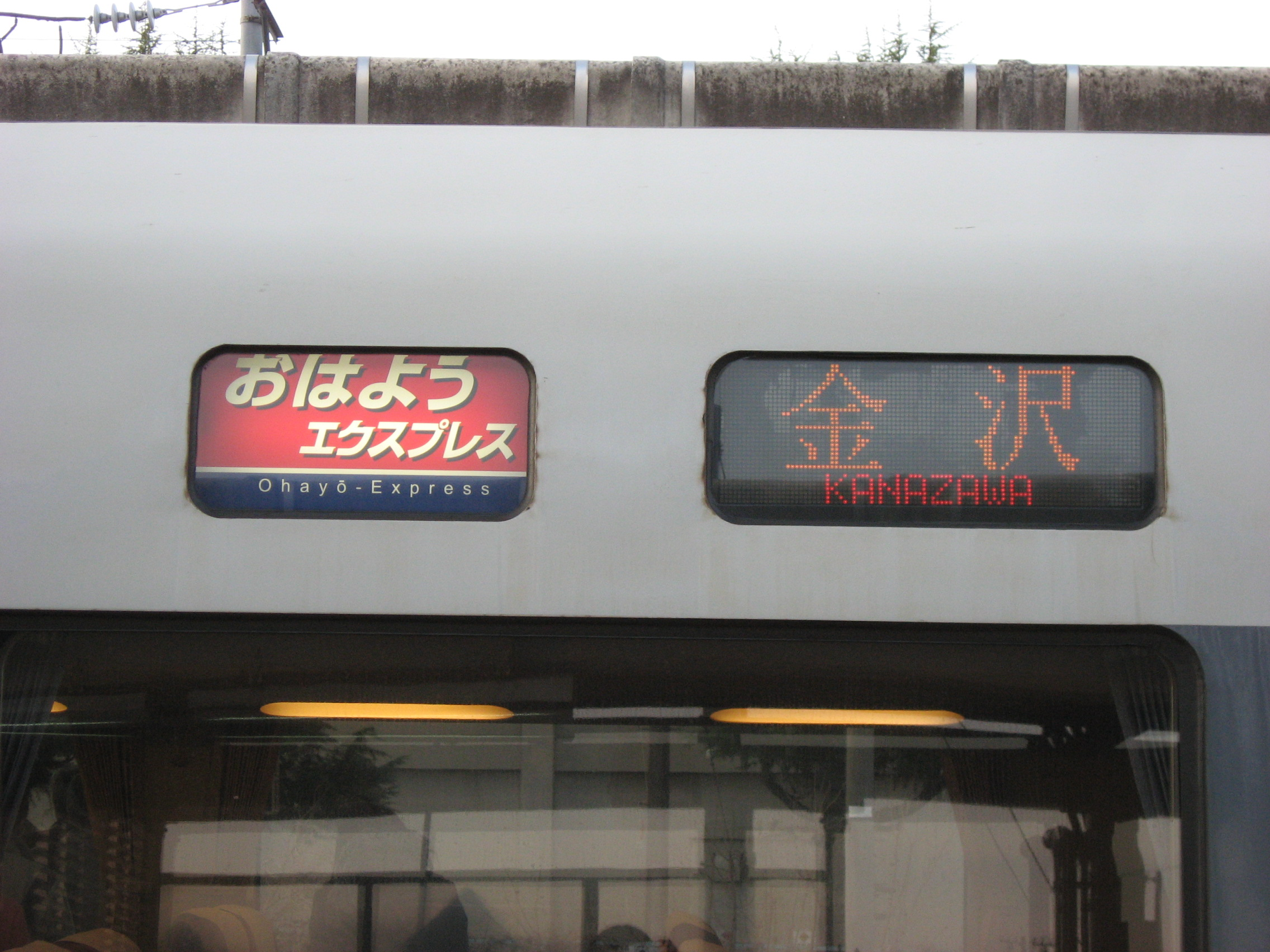
トレインマークと行先表示

平日朝に運行されていた快速列車を格上げする形で、「おはようエクスプレス」が2001年10月に福井発金沢行きで運転を開始した。当初は不定期運行の臨時列車であったが翌年に定期列車としての運行を開始し、その後富山駅始発の列車も設定された。また、2003年には夜間の「おやすみエクスプレス」の運転も開始された。
利用状況に合わせて臨時列車扱いで頻繁に運行形態を変更しており、泊駅始発で運行されたことがあるほか、七尾駅始発で七尾線を運行する列車も設定された。
2010年3月13日のダイヤ改正で七尾線の列車が廃止され、2015年3月14日には北陸新幹線の金沢駅延伸により富山県区間の運行も廃止。その後は敦賀駅 - 金沢駅間のみの運転となっていたが2024年3月16日の北陸新幹線敦賀駅延伸に伴い、前日の3月15日をもって廃止された。

## 運行概況
「おはようエクスプレス」は当初、福井発金沢行きの「おはようエクスプレス」のみが存在したが、翌年に富山発金沢行きでも運転が開始された。その後福井駅発の列車はは富山行きに、富山駅発の列車は泊駅発に変更され、富山県区間が廃止されるまでこの1往復が設定されていた。また「おやすみエクスプレス」は運行開始以来、金沢発福井行きの1本のみ運転されていた。
2015年3月14日のダイヤ改正で福井発の列車は金沢行きに区間短縮され、泊駅・富山駅発の列車は廃止された。その後2019年3月18日のダイヤ改正で「おはようエクスプレス」「おやすみエクスプレス」とも福井駅発着から敦賀駅発着に変更された。

### 北陸本線系統
2024年3月15日まで、「おはようエクスプレス」敦賀発金沢行き（敦賀発6時台・福井発7時台）、「おやすみエクスプレス」金沢発敦賀行き（金沢発21時台）が、各1本ずつ運転されていた。いずれも土休日は運休となっていた。

#### 停車駅
敦賀駅 - 武生駅 - 鯖江駅 - 福井駅 - 芦原温泉駅 - 大聖寺駅 - 加賀温泉駅 - 小松駅 - 金沢駅
富山県区間まで運転されていた時代の停車駅は以下の通り。
金沢駅 -（津幡駅）- 石動駅 - 高岡駅 -（小杉駅）- 富山駅 ← 滑川駅 ← 魚津駅 ← 黒部駅 ← 入善駅 ← 泊駅
- 津幡駅は福井駅発のみ、小杉駅は泊駅発のみ停車。

### 七尾線系統
2010年3月12日まで、「おはようエクスプレス」七尾発金沢行きが1本、臨時列車として設定されていた。

#### 停車駅
七尾駅 → 良川駅 → 羽咋駅 → 高松駅 → 宇野気駅 → 金沢駅

### 使用車両・編成
運行開始以来、北陸本線系統・七尾線系統共通で、金沢総合車両所所属の681系電車または683系電車の3両編成が充当されていた。全車普通車自由席で、指定席やグリーン車は設定されていなかった。

## 沿革
- 2001年（平成13年）10月1日：「おはようエクスプレス」福井発金沢行きが運転開始[2]。不定期運行の臨時列車[3]。
- 2002年（平成14年）
  - 3月23日：ダイヤ改正により以下の通り変更。ただし同日は土曜日のため、実際の変更は3月25日から。
    - 「おはようエクスプレス」が平日運転の定期列車に格上げ[3]。
    - 「おはようエクスプレス」富山発金沢行きが運転開始[3]。

  - 12月1日：富山駅発の「おはようエクスプレス」を、臨時扱いで泊駅発として延長運転開始[3][6]。
- 2003年（平成15年）
  - 3月15日：3月13日のダイヤ改正により、「おやすみエクスプレス」金沢発福井行きが運転開始[3]。
  - 10月1日：富山駅発の「おはようエクスプレス」の臨時延長を廃止[3]し「しらさぎ」に建て替え。
- 2004年（平成16年）3月13日：ダイヤ改正により以下の通り変更。
  - 「おはようエクスプレス」七尾発金沢行きが運転開始[7]。不定期運行の臨時列車[3]。
  - 福井駅発の「おはようエクスプレス」を、臨時扱いで富山行きとして延長運転開始[3]。
- 2007年（平成19年）3月18日：禁煙車の拡大により全面禁煙化[8]。
- 時期不明：2010年3月改正時点で富山駅発の「おはようエクスプレス」はしらさぎと入れ替わる形で再度泊駅発に延長されている。以降廃止まで泊駅発で運転。
- 2010年（平成22年）3月13日：七尾駅発の「おはようエクスプレス」を廃止。ただし同日は土曜日のため、最終運行は前日の3月12日[9]。後続の特急「サンダーバード」の和倉温泉駅始発時刻を繰り上げることで対応した。
- 2015年（平成27年）3月14日：ダイヤ改正により以下の通り変更[10][11]。
  - 泊駅・富山駅発の「おはようエクスプレス」が廃止。なお同日は土曜日のため、最終運行は前日の3月13日。
  - 福井駅発の「おはようエクスプレス」が富山行きから金沢行きに区間短縮となる。
- 2019年（平成31年）3月18日：「おはようエクスプレス」「おやすみエクスプレス」の運転区間を福井駅発着から敦賀駅発着に延長[12]。
- 2024年（令和6年） 3月15日：北陸新幹線敦賀駅延伸に伴い、「おはようエクスプレス」「おやすみエクスプレス」を廃止[4]。